# مويرا برترام
مويرا برترام (بالإنجليزية: Moira Bertram)‏ هي رسامة كارتون أسترالية، ولدت في 1929 في سيدني في أستراليا.